# Distrito Municipio de Prienai
Distrito Municipio de Prienai o Distrito de Prienai (Prienų rajono savivaldybė; Prienų rajonas) está en el centro-sur de Lituania, en la provincia de Kaunas. Cubre un área de 1.031 km² y albergaba una población de 64.800 personas en 2005. Su centro administrativo es Prienai.

## Localidades
Este distrito tiene:
- 2 ciudades - Prienai y Jieznas
- 3 poblaciones - Balbieriškis, Pakuonis y Veiveriai
- 401 pueblos

## Comunas (Seniūnijos)
En este distrito hay 10 comunas (entre paréntesis - centro administrativo)
- Ašmintos seniūnija (Ašminta)
- Balbieriškio seniūnija (Balbieriškis)
- Išlaužo seniūnija (Išlaužas)
- Jiezno seniūnija (Jieznas)
- Naujosios Ūtos seniūnija (Naujoji Ūta)
- Pakuonio seniūnija (Pakuonis)
- Prienų miesto seniūnija (Prienai)
- Stakliškių seniūnija (Stakliškės)
- Šilavoto seniūnija (Šilavotas)
- Veiverių seniūnija (Veiveriai)